# 卡夫里亚戈
卡夫里亚戈（義大利語：Cavriago），是意大利雷焦艾米利亚省的一个市镇。总面积16平方公里，人口9651人，人口密度603.2人/平方公里（2009年）。ISTAT代码为035017。